# Brunneria longa
Brunneria longa är en bönsyrseart som beskrevs av Giglio-tos 1915. Brunneria longa ingår i släktet Brunneria och familjen Mantidae. Inga underarter finns listade i Catalogue of Life.